# Нагорянська світа
Нагорянська світа — літостратиграфічний підрозділ верхньопротерозойських відкладів південно-західних схилів Українського кристалічного щита і Поділля. Відклади нагорянської світи більшістю дослідників відносяться до  верхньої частини могилів-подільської серії венду.

## Назва
Від с. Нагоряни Вінницької області, лівий берег Дністра, де знаходиться стратотип.

## Поширення
Південно-західні схили Українського кристалічного щита і територія Поділля.

## Стратотип
с. Нагоряни Вінницької області, лівий берег Дністра.

## Літологія
Знизу – аркозові пісковики, алевроліти (джурджівські шари). Вгорі – аргіліти, конкреції фосфоритів (калюські шари). Потужність відкладів світи до 80 м. Залягають згідно на аргілітах зіньківських шарів, перекриваються з розмивом канилівською серією. 

## Фауністичні і флористичні рештки
- водорості Vendataenia antique Gnil., Pilitela composite Ass, Fusosquanula vlasovi Ass.

## Галерея

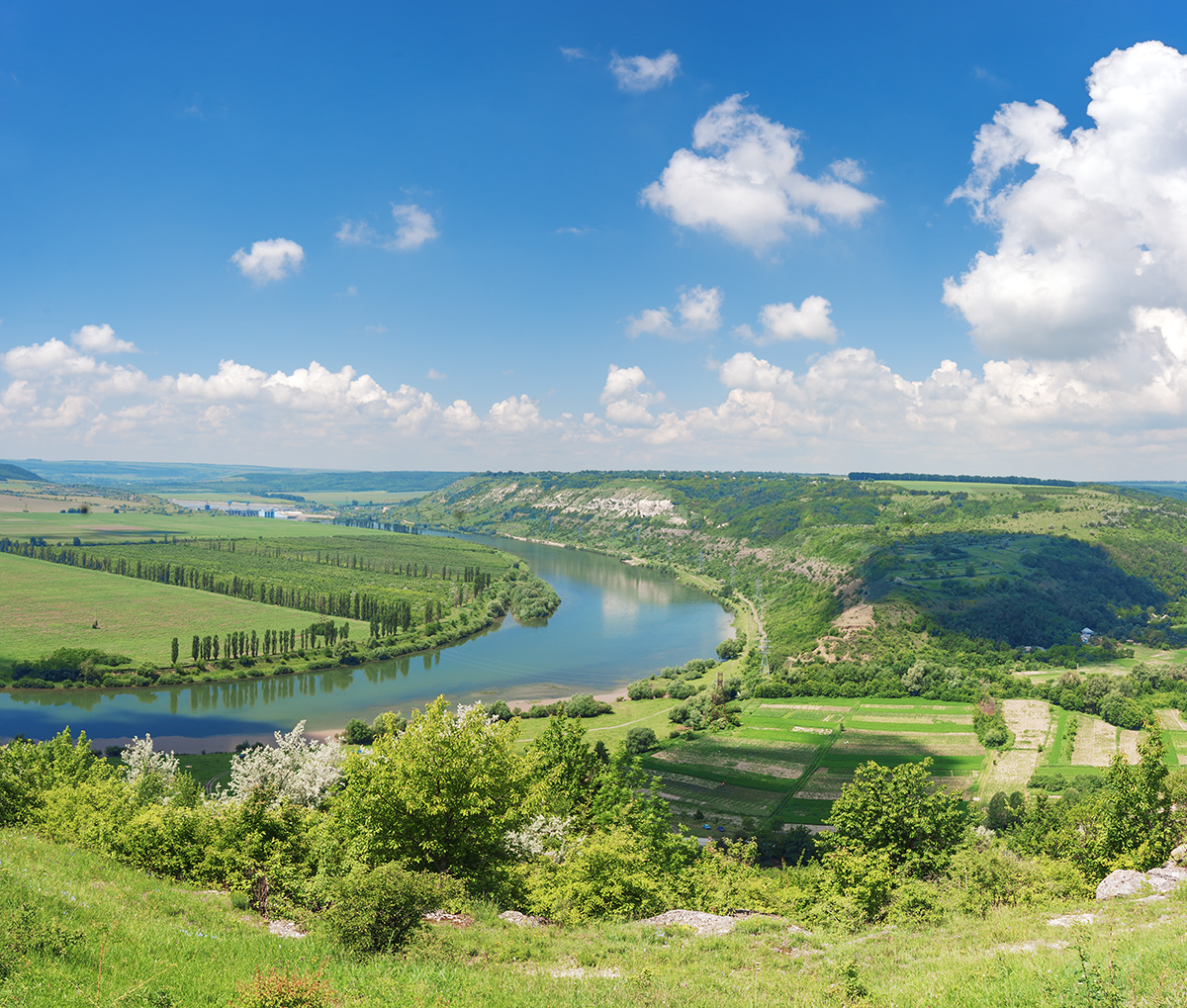
Вид на Нагорянську світу з Лядівського монастиря
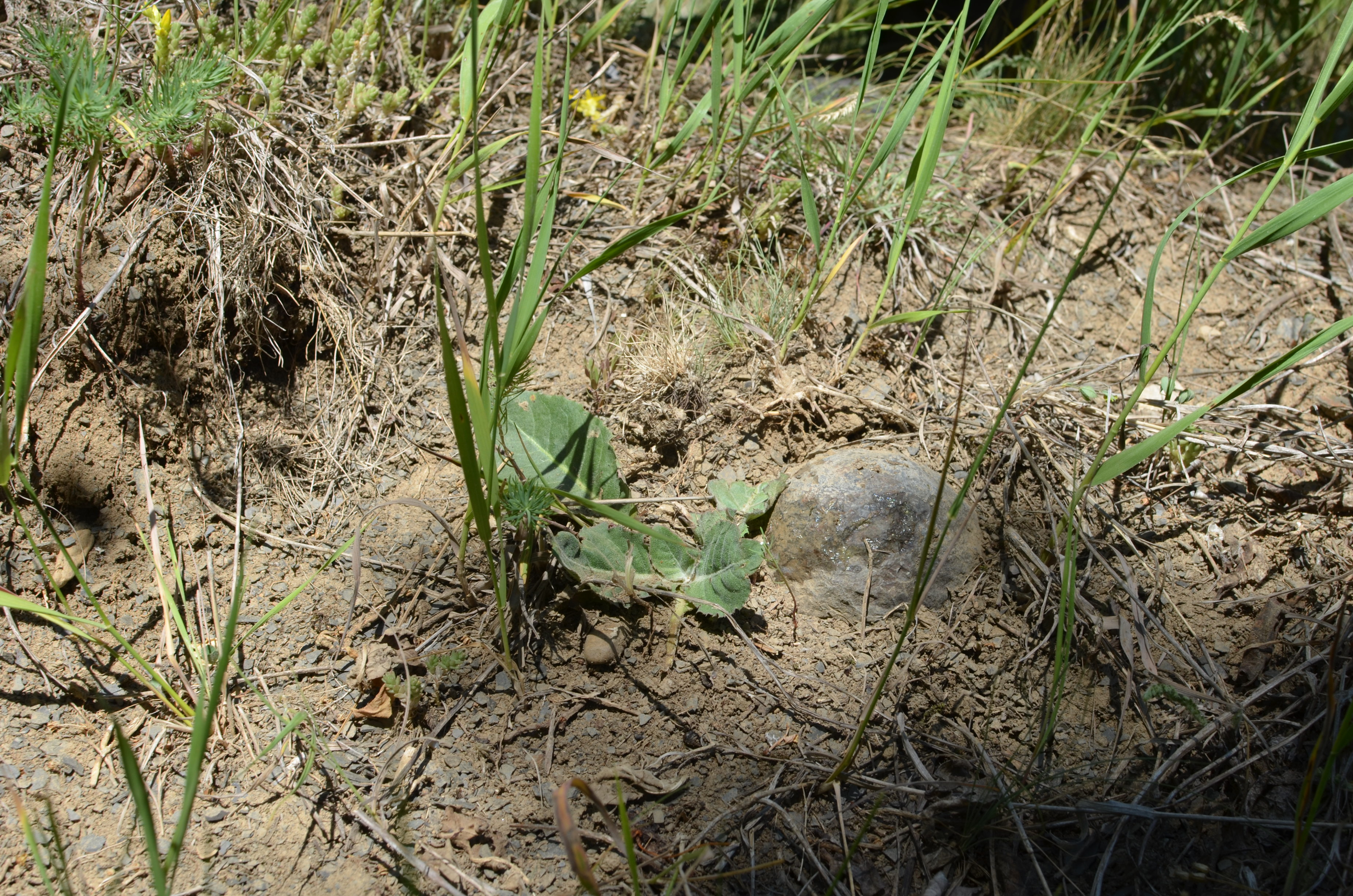
Фосфорит
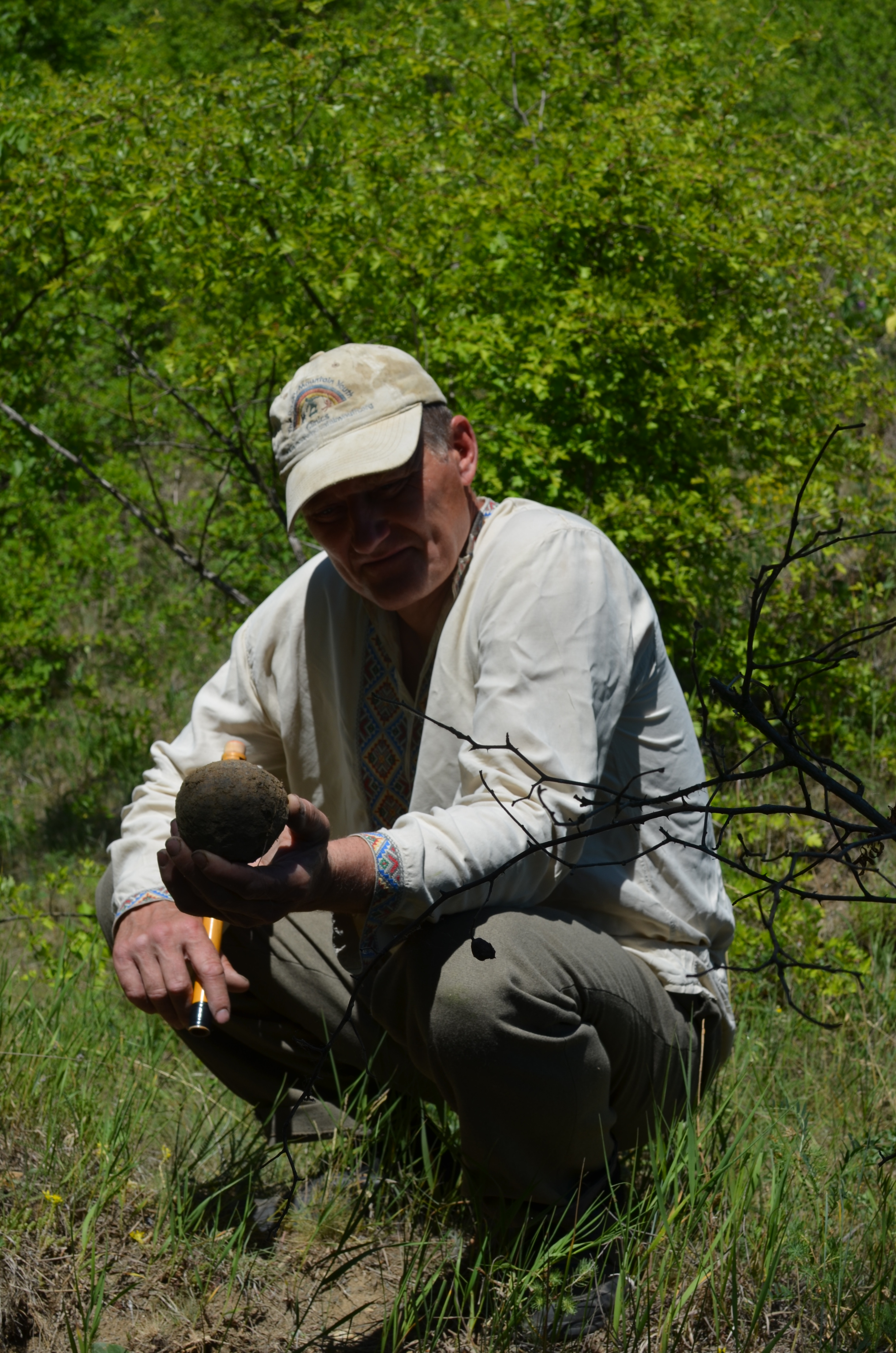
Краєзнавець Олександр Коваль тримає в руках фосфорит
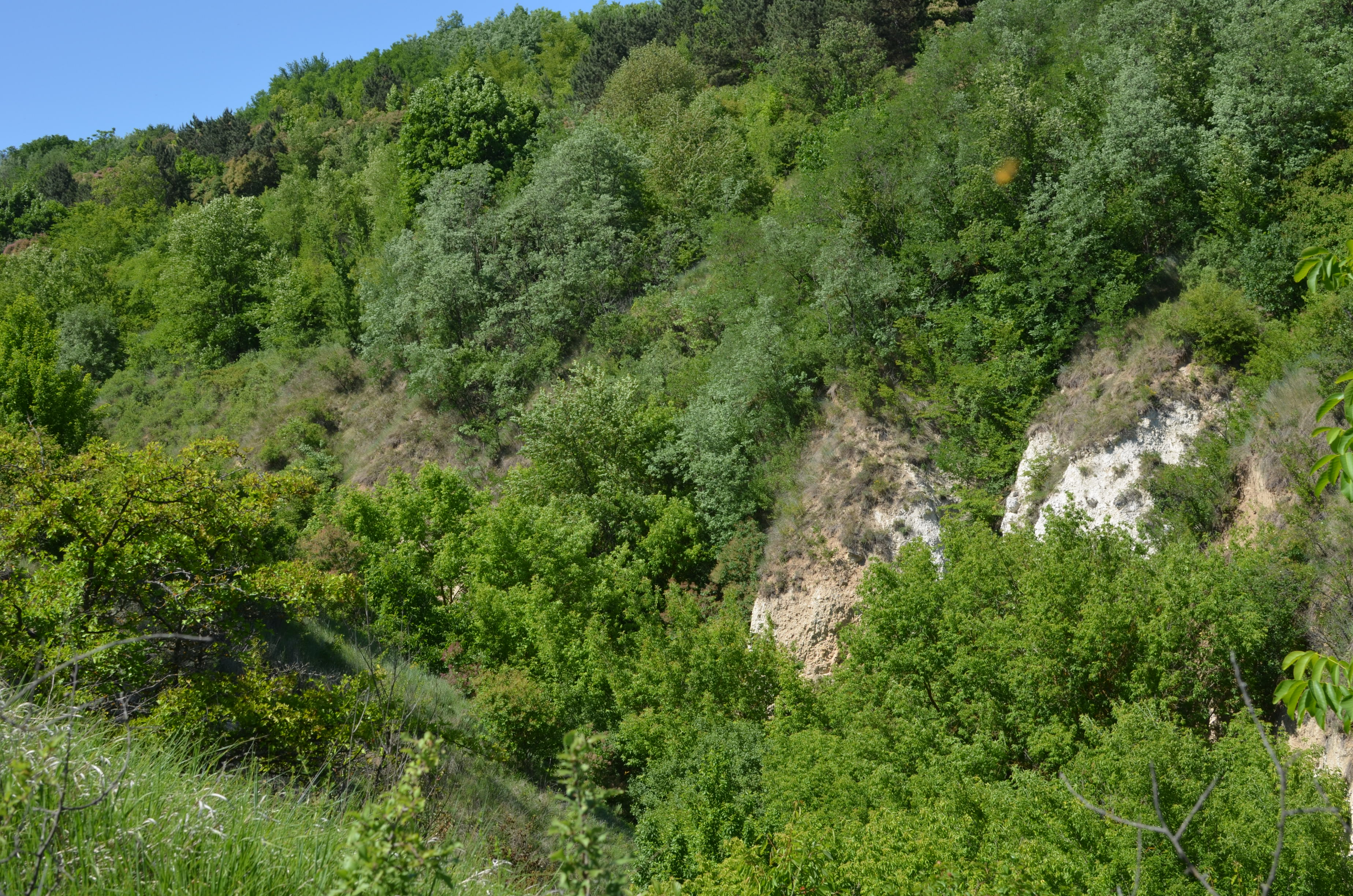
Рельєф поблизу села Нагоряни
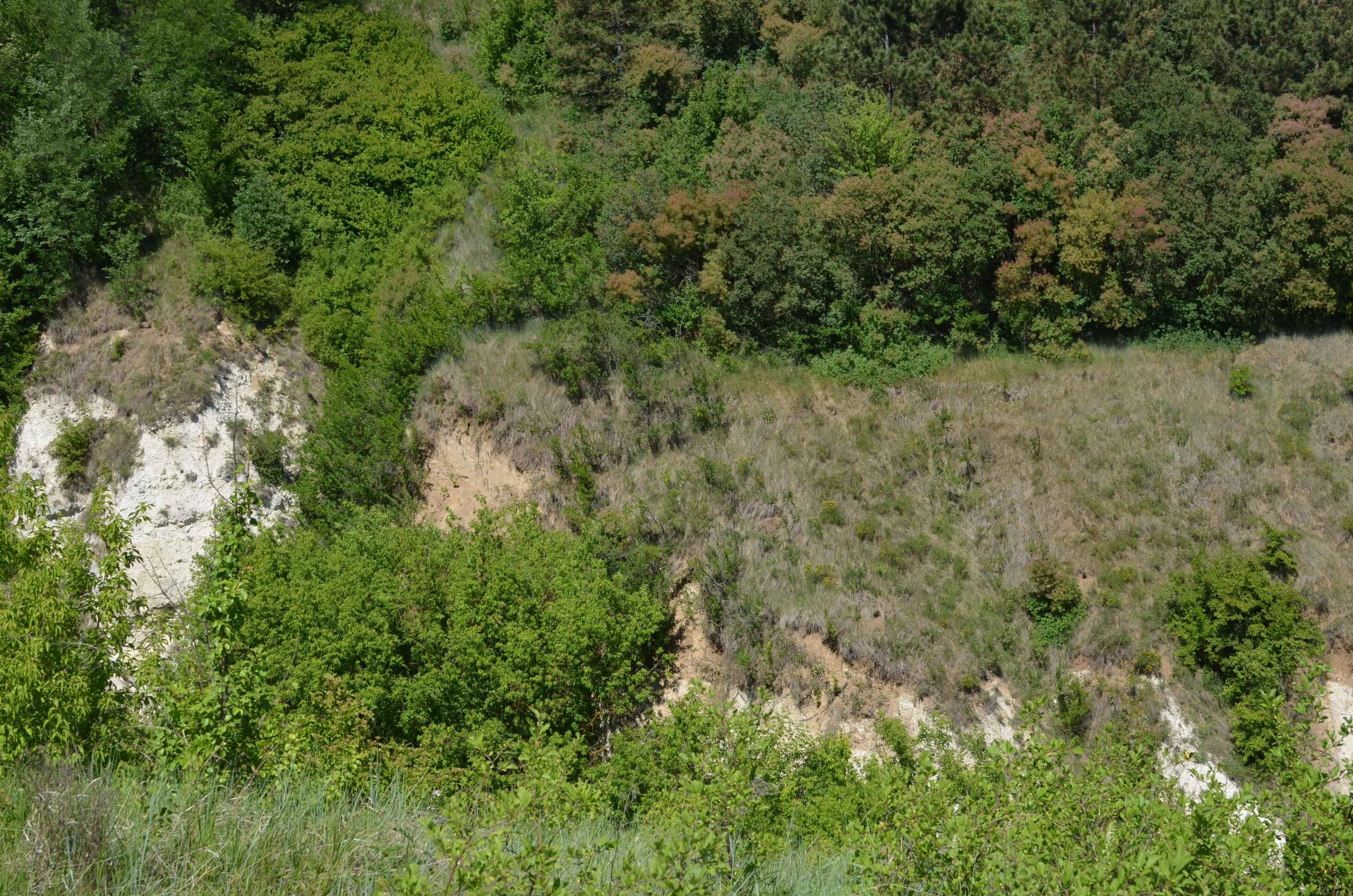
Рельєф поблизу села Нагоряни
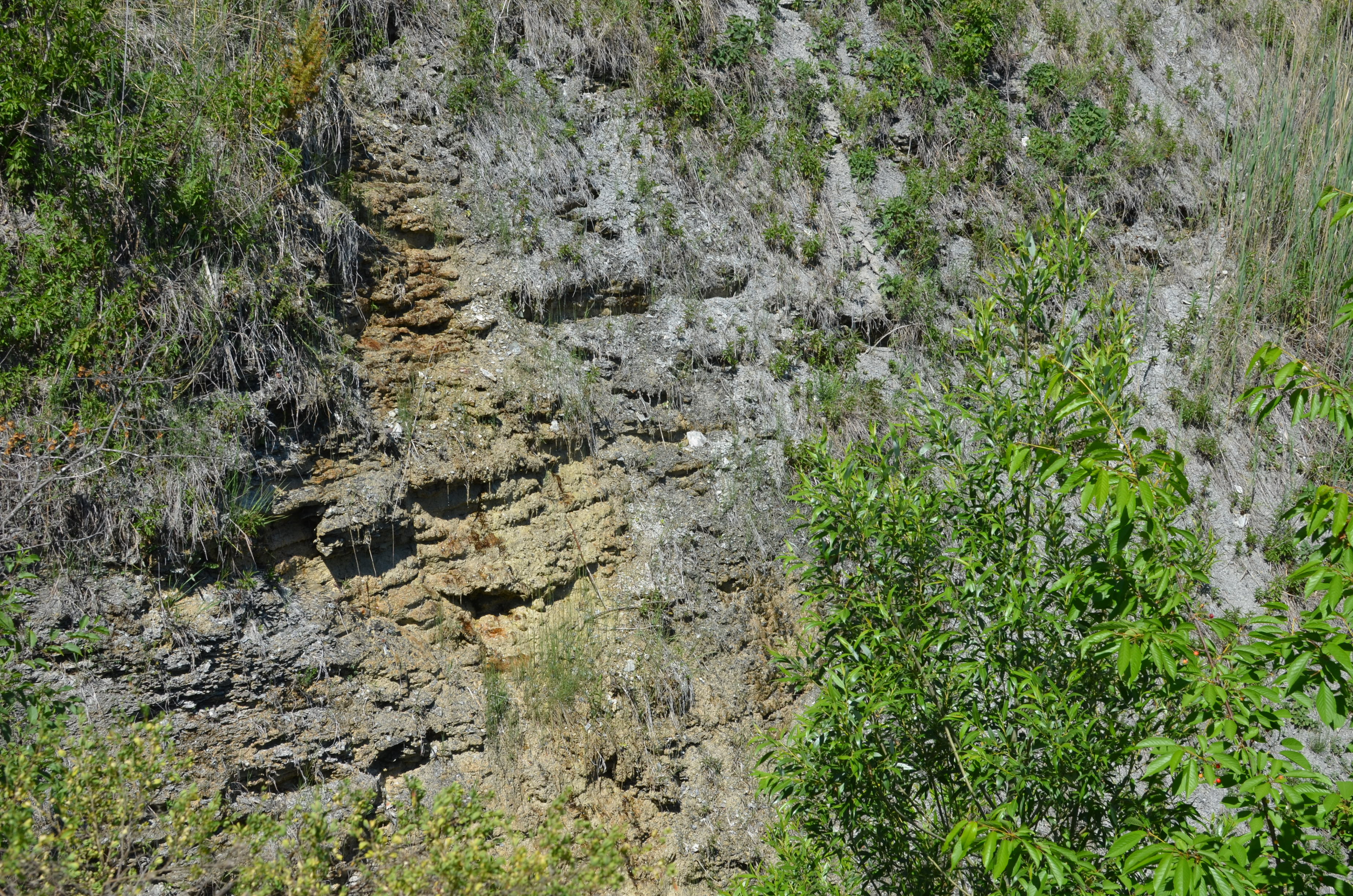
Рельєф поблизу села Нагоряни
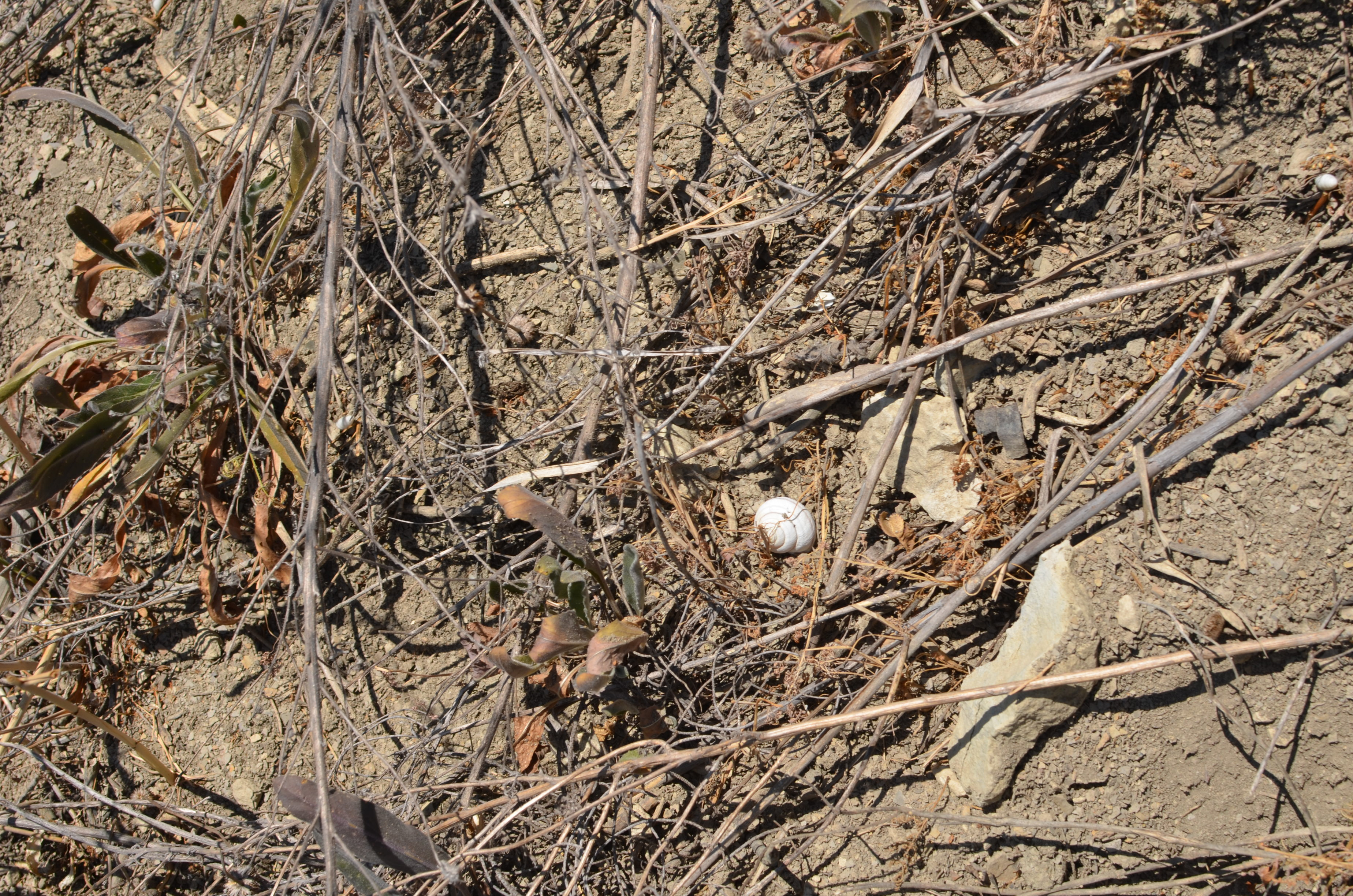
На Нагорянських скелях

Шаблон:Протерозой